# Macedonia Brook State Park
Macedonia Brook State Park ist ein State Park auf dem Gebiet von Kent, Connecticut. Der Park bietet Möglichkeit zum Wandern auf dem Macedonia Ridge Trail, Picknicken und Campen.

## Geographie
Der Park umfasst ein hügeliges Gelände westlich des Housatonic Rivers. Cobble Mountain mit 416 m am Westrand des Parks ist der bedeutendste davon. Von seinem Gipfel hat man einen großartigen Ausblick auf die umliegenden Berge. Die beiden Bäche Pond Mountain Brook und Macedonia Brook bilden die Wasseradern des Parks. Sie vereinigen sich an der südlichen Ecke des Parks. Macedonia Brook ist ein westlicher und rechter Zufluss des Housatonic. Ein Stück der westlichen Grenze verläuft auf der Staatengrenze zwischen Connecticut und New York.

## Geschichte
Das Gebiet war ursprünglich Siedlungsgebiet der Scatacook-Indianer, die mit den ersten Siedler verhältnismäßig friedlich zusammenlebten. Sie unterhielten während des Unabhängigkeitskrieges auf den Bergen ein Signalsystem.
Seither wurde das Gebiet zur Holzgewinnung und die Gewässer zum Antrieb verschiedener Mühlen genutzt. Auch Erzgewinnung wurde zeitweise betrieben. 1918 wurde ein erstes Stück des Parks von der White Memorial Foundation dem Naturschutz zur Verfügung gestellt.